# Mellinus arvensis
Espèce
Mellinus arvensis est une espèce d'insectes hyménoptères solitaire jaune et noir de la famille des crabronidés. Le scutellum est orné d'une tache jaune, le pétiole est court.
On peut trouver cet hyménoptère de mai à septembre-octobre dans les régions sablonneuses. La femelle est plus grande que le mâle. Le nid est creusé dans le sable et garni de grands diptères (syrphes et autres mouches) pour assurer la nutrition des larves.
Remarque taxonomique : d'après EOL, le genre Mellinus est placé dans la famille des Crabronidae ou dans celle des Sphecidae selon les classifications.

## Illustrations
- Mellinus arvensis vu sur le site balades.naturalistes.free.fr
- Photos sur galerie-insecte.org